# Australiskt varmblod
Det Australiska varmblodet är en hästras som utvecklades i Australien efter att ett stort antal europeiska varmblodshästar importerades till landet. Hästarna är mycket spänstiga med god hoppförmåga och har redan visat resultat som en god sporthäst genom att ha placerat det Australiska hopplandslaget i både OS och internationella tävlingar. 

## Historia
Under hela första hälften av 1900-talet hade europeiska varmblodshästar nått stora framgångar på tävlingsbanorna och många hästar importerades till Australien för att få igång intresset för ridsporten i landet. 1968 importerades de första varmblodshästarna och den första hästen var en grå hingst vid namn Flaneur, en tysk Holsteinare. I början av 1970-talet startades även en förening för registrering av tyska varmblodshästar i delstaten Victoria German Warmblood Horse Association. Men efter att idén om att avla fram en egen sporthäst hade lagts fram ändrade föreningen sitt namn till Australian Warmblood Horse Association och grunden för rasen skulle bli många av de tyska varmbloden som importerats. 
Under 70- och 80-talet importerades ännu fler varmblodshingstar som korsades med australiska ston av olika raser och typer. Många försök gjordes bland annat på Angloarabiska, arabiska och engelska fullblodsston. 1985 fastställde föreningen en standard för det australiska varmblodet, med hjälp av önskemål från sina medlemmar och europeiska standardlinjer som ändrades något för att passa det heta klimatet i Australien. Standarden var inte klar förrän 1993 och då fick rasen ett register och en stambok. För att ytterligare förbättra aveln skapades prestationsprov och hästar av både australisk härkomst och importerade hästar fick genomgå dem. De importerade hästarna skrevs in i ett separat register om de klarade proven och fick då användas som avelsmaterial. Hästarna måste även ha bevisat släktskap med en häst av europeiska varmblodsraser. 
Men redan 1992 hade det australiska varmblodet nått framgångar inom ridsporten. Bland annat hingsten Kibah Tick Toc, som användes av Australien i Fälttävlan. Australien vann både individuell och lag-guldmedaljen i OS i Barcelona. Hästarna har även nått framgång inom dressyr och hoppning. 

## Egenskaper
Det Australiska varmblodet har allt mer blivit erkänt som en talangfull sporthäst som är både flexibel, framåt och vänligt sinnad. För att ett varmblod ska bli kvalificerat till registrering krävs att de har en korrekt exteriör och goda fysiska anlag. Hästarna ska även ha korrekta rörelser som är taktfasta och balanserade. Stor vikt läggs även vid hästens hoppteknik och stil.
Hästarna har tilltalande huvuden med stora uttrycksfulla ögon och stora näsborrar. Halsen är lång och muskulös och korset är avrundat och kraftigt. Benene ska vara raka och starka med korta skenben och hårda hovar. Enbart hela färger som brun, fux, skimmel eller svart tillåts. Skäckar eller tigrerade hästar är strikt förbjudna.